# ردون جیجا
ردون جیجا (آلبانیایی: Redon Xhixha؛ زادهٔ ۱۴ سپتامبر ۱۹۹۸) بازیکن فوتبال اهل آلبانی است.
از باشگاه‌هایی که در آن بازی کرده‌است می‌توان به باشگاه فوتبال لاچی اشاره کرد.
وی همچنین در تیم‌های ملی فوتبال زیر ۲۱ سال آلبانی و آلبانی بازی کرده‌است.